# Grup Sanahuja
El grup Sanahuja és un holding català fundat per la família Sanahuja l'any 1989, i originat a partir de l'inici de l'activitat de Romà Sanahuja Bosch als anys 70. L'activitat principal del grup ha estat la promoció de pisos a Barcelona i més recentment s'ha diversificat amb la promoció de centres comercials, oficines i naus i l'ampliació de l'activitat a Madrid, València i Andalusia.
El grup Sanahuja engloba les societats formades pel conjunt de membres de la família: Román Sanahuja Pons, la seva dona Ana María Escofet Brado, i els seus fills Román, Javier, Juan Manuel, Ricardo, Ana María, María del Mar i Teresa.